# Novel·la d'aventures
La novel·la d'aventures és un gènere literari en què la trama rau en la successió de peripècies, perills i reptes, extraordinaris o violents, a què s'enfronten els protagonistes, sovint en detriment de la versemblança; el suspens hi és el principal ingredient que manté l'atenció del lector; en benefici de l'acció se simplifiquen els personatges, el medi sociohistòric i els principis morals (bons i dolents). Es tracta d'un dels gèneres més populars i antics de la novel·la de gènere, i tradicionalment s'adreça al públic masculí (encara que no sigui sempre així, ja que hi ha molt públic femení que també els agrada); a més de distreure i emocionar el lector, cerca transmetre-li els valors i principis d'heroisme, companyonia, triomf del bé sobre el mal, etc., exemplificats pels protagonistes.
Temàticament, la novel·la d'aventures té precursors en l'èpica clàssica i les novel·les de cavalleries medievals. Emperò, el gènere sorgeix al segle xviii (amb obres com Robinson Crusoe i coneix l'edat d'or entre inicis del segle xix i mitjan segle xx, principalment al si de les literatures anglesa i francesa; el seu auge, de fet, coincideix amb el dels imperis colonials, en el cas del Regne Unit i França, i amb la conquesta de l'Oest, en el dels EUA.
En el segle XX la novel·la d'aventures ha tendit a especialitzar-se en subgèneres específics (de capa i espasa, de pirates, de viatges exòtics...), alguns dels quals independitzats per dret propi, com la novel·la de l'oest o la novel·la bèl·lica. Alhora s'ha clarificat la diferència amb altres gèneres emparentats, com la novel·la detectivesca o la novel·la de ciència-ficció. Almenys des de mitjan segle XX la novel·la d'aventures de tipus clàssic és considerada com a lectura per a infants i adolescents, tot i que originàriament s'adreçava a tots els públics (o predominantment al públic adult).
Els trets definitoris de la novel·la d'aventures han estat la base de creació del cinema d'aventures, que usa la mateixa lògica i mecanismes anàlegs, a banda que sovint consisteix en adaptacions de novel·les d'aventures.

## Autors destacats
- Daniel Defoe
- Walter Scott
- James Fenimore Cooper
- Alexandre Dumas
- Paul Féval
- Jules Verne
- Thomas Mayne Reid
- Robert Louis Stevenson
- Herman Melville
- Rudyard Kipling
- Mark Twain
- Jack London
- Emilio Salgari
- Karl May
- Rafael Sabatini
- Edgar Rice Burroughs